# Saint-Jean-du-Doigt
Saint-Jean-du-Doigt is een gemeente in het Franse departement Finistère (regio Bretagne) en telt 628 inwoners (2005). De plaats maakt deel uit van het arrondissement Morlaix.

## Geografie
De oppervlakte van Saint-Jean-du-Doigt bedraagt 20,0 km², de bevolkingsdichtheid is 31,4 inwoners per km².
De onderstaande kaart toont de ligging van Saint-Jean-du-Doigt met de belangrijkste infrastructuur en aangrenzende gemeenten.

## Demografie
Onderstaande figuur toont het verloop van het inwonertal (bron: INSEE-tellingen).

## Geboren
- François Tanguy-Prigent (1909-1970), politicus

1. ↑  Populations de référence 2022.